# Kabupaten de Sinjai

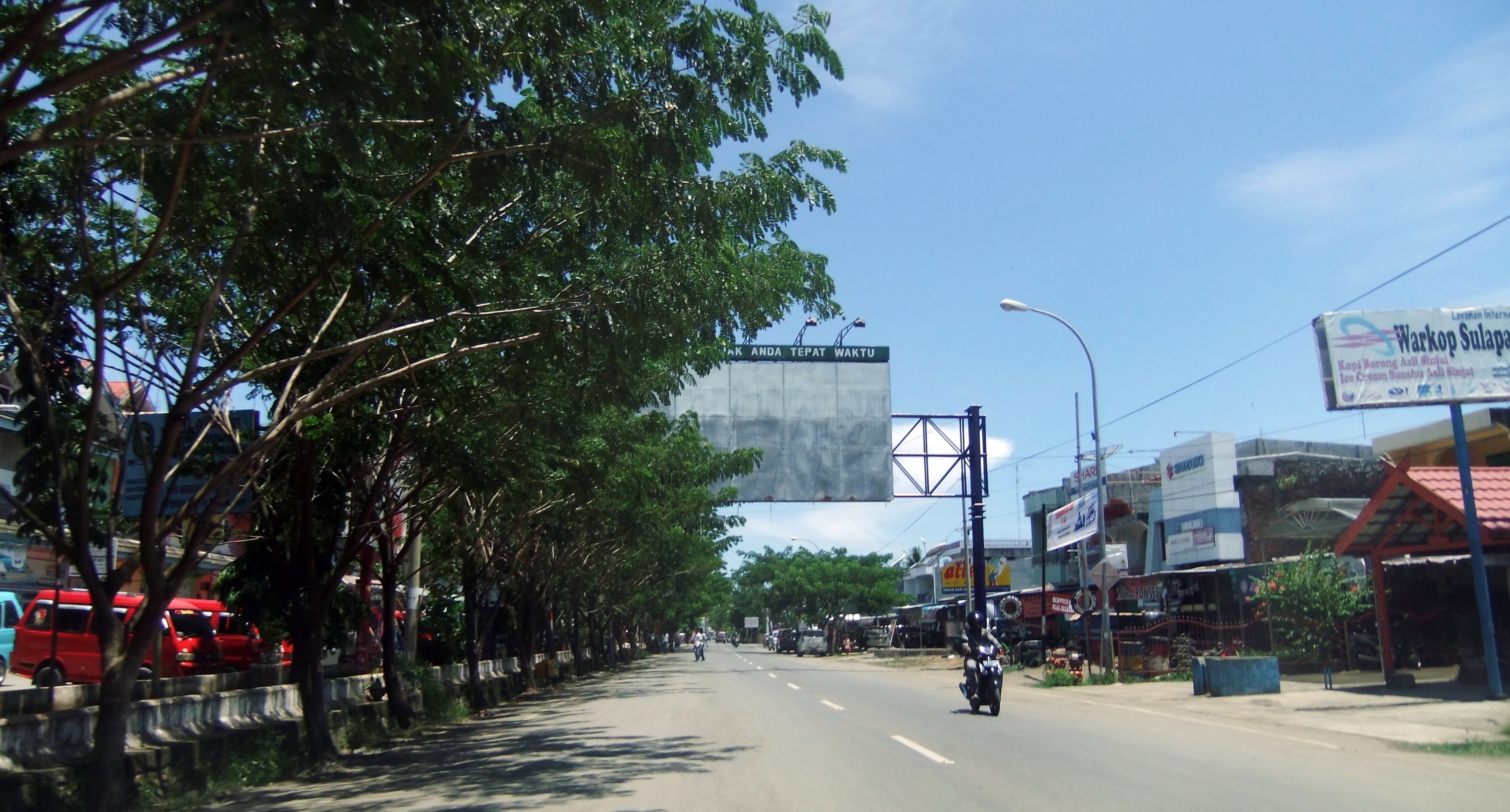
Sinjai en 2012

Le kabupaten de Sinjai, en indonésien Kabupaten Sinjai, est un kabupaten de la province indonésienne de Sulawesi du Sud dans l'île de Célèbes. Son chef-lieu est Sinjai.